# Рехтета Микола Ананійович
Рехтета Микола Ананійович (нар. 21 лютого 1957, с. Широколанівка Веселинівський район (Миколаївська область) — 11 липня 2016, Миколаїв) — проректор із науково-педагогічної роботи Миколаївського національного університету імені В. О. Сухомлинського(2004—2016 рр.), кандидат фізико-математичних наук, доцент, заслужений працівник освіти України.

## Біографія
Народився 21 лютого 1957 року в селі Широколанівка Веселинівського району Миколаївської області. У 1974 р. закінчив Широколанівську середню школу. У 1979 році з відзнакою закінчив Миколаївський державний педагогічний інститут за спеціальністю «Фізика та математика» і за призначенням залишився працювати на кафедрі фізики МДПІ.
З квітня 1980 року по жовтень 1981 року служив у лавах Радянської Армії. Після повернення почав викладати фізику в МДПІ. Із 1982 по 1987 рік навчався в аспірантурі при кафедрі загальної фізики Київського державного педагогічного інституту. Після закінчення аспірантури повернувся на кафедру фізики та астрономії МДПІ. Працював викладачем, старшим викладачем, пізніше доцентом. У 1990 році захистив кандидатську дисертацію «Теплопровідність частково кристалічних полімерів при високих тисках» на вчене звання кандидата фізико-математичних наук.
Із 1991 року по 1999 рік працював завідувачем кафедри фізики та астрономії, а з 1999 року – деканом фізико-математичного факультету МДПУ. Вчене звання доцента присвоєно у 1991 році. Указом президента України у 2000 році присвоєно звання «Заслужений працівник освіти України».
Науково-дослідницьку роботу доцент Рехтета М.А. виконує за напрямком «Теплофізика полімерів». Має понад 50 наукових публікацій, які друкувалися як в Україні, так і за кордоном. Веде співробітництво у науковому плані з ІХВС НАН України, КНПУ ім. М.П.Драгоманова, іншими організаціями. На базі кафедри фізики та астрономії проводились IV та VI Всеукраїнські конференції «Фундаментальна та професійна підготовка фахівців фізики». Брав участь у багатьох міжнародних конференціях.
Протягом 15 років під керівництвом М.А.Рехтети виконувалися госпдоговірні теми із ІХВС НАН України, Чорноморським суднобудівним заводом та бюджетні теми з МОН України.